# Compsopogonales
A Compsopogonales a vörösmoszatok (Rhodophyta) egyik kládja, a Compsopogonophyceae egyetlen ismert csoportja.

## Történet
1939-ben írta le Skuja a Compsopogonalest, melyet G. W. Saunders és Hommersand 2004-ben a Compsopogonophyceae csoportba soroltak a Rhodochaetalesszel és az Erythropeltalesszel együtt. 2022-ben általános jellemzőként mutatták ki F. van Beveren et al. a nyitott leolvasási kereteket tartalmazó intronok jelenlétét mtDNS-ében.
2012-től a Compsopogonales a Compsopogonophyceae egyetlen rendje – például az Erythropeltis és az Erythropeltales megszűnt, az Erythrotrichia az Erythropeltalesből, a Rhodochaete a Rhodochaetalesből került át a Compsopogonalesbe. Ennek ellenére több későbbi tanulmány is önálló rendnek tekintette ezeket, de 2021-ben az Erythropeltalest Preuss et al. a Rhodochaetales szinonimájává tették.
Először Qiu, Yoon és Bhattacharya igazolták 298 magi gén alapján a Proteorhodophytina monofíliáját, de akkor nem nevezték el. Ezt 2017-ben Muñoz‐Gómez et al. nevezték el Proteorhodophytinának, és ribocsoportként írták le, ide a Compsopogonales mellett a Porphyridiophyceae, Rhodellophyceae és Stylonematales kládokat sorolták. Korábbi rendszertanokban ezzel szemben a 4 klád egymástól függetlenként parafiletikus csoportot alkotott a Florideophyceae és Bangiophyceae kládokhoz képest.

## Morfológia
Mitokondriumai az endoplazmatikus retikulumhoz és a Golgi-készülékhez nem kapcsolódnak – azonban a Golgi-készülék az ER-hez igen –, cristáik csőszerűek. Plasztisza tilakoidjait körülveszi a Golgi-készülék–ER kapcsolat.
Görbe falakkal elválasztott monosporangiumokkal és spermatangiumokkal rendelkező többsejtű klád, melynek dugója csak magból áll, membránja, kupakja nincs.
Az Erythrotrichia többsejtű gyökerű.
Többsejtű fonalas klád.

## Életciklus
Ismert életciklusú fajai életciklusa kétszakaszos. Ivaros szaporodáskor legalább 3 faja kockákat képezhet – e viselkedés megtalálható a Bangialesben is –, de általában ivartalanul szaporodik.

## Ökológia
Plasztisza révén fotoszintetikus klád, mely édesvízi és tengeri környezetekben is megtalálható.
Inváziós faj lehet, azonban Briski et al. 2016-os kutatása kimutatta, hogy 2010-ben, 2012-ben és 2016-ban se volt genetikai adat róla a BOLD-ban.

## Genetika

### Magi
Kalciumdependens fehérjekinázokkal rendelkezik a Proteorhodophytina többi tagjához hasonlóan. Ezek intronmegőrződése alapján az Alveolata kinázaival közös őssel rendelkezhetnek, de nem ismert, hogy ennek oka horizontális géntranszfer, vagy az Alveolata és az Archaeplastida elkülönülése előtt megjelentek e gének.

### Sejtszervecskék
Nagy, körkörös mitokondriális DNS-e nyitott leolvasási kereteket tartalmazó intronokkal rendelkezik, és ptDNS-e is nagyobb és introngazdagabb (38–65 intron) a legtöbb vörösmoszatban előfordulónál. A többsejtű vörösmoszatok egyik legnagyobb ptDNS-e a Compsopogon caeruleusé. Ennek ptDNS-e 221 013 bp hosszú, 229 génjéből 195 fehérje-, 18 tRNS- és 5 rRNS-kódoló, mtDNS-e 26 807 bp hosszú. II-es csoportbeli intronjai fehérjekódoló géneket tartalmaznak.
Az Erythrotrichia carnea 210, a Rhodochaete parvula 222 kbp hosszú ptDNS-sel rendelkezik. A ptDNS szerkezete a Cyanidiophyceae, Stylonematophyceae és Porphyridiophyceae csoportokhoz hasonlóan jelentősen különbözik a Bangiophyceae és Florideophyceae kládokétól.
A Cyanidiophyceae és a Bangiophyceae kládokhoz hasonlóan PEP-karboxikinázzal (PEPCK) rendelkezik, így glükoneogenezise a vörösmoszatfajok 98%-ával szemben nemcsak a piruvát-foszfát-dikinázon alapul.

## Lehetséges fosszíliák
A Bangiomorpha pubescens bár feltehetően a Bangiales tagja, Thomas Cavalier-Smith et al. 2018-as tanulmánya szerint a Compsopogonales korai faja lehetett.

## Jelentőség
Mivel édesvízben is élő korai vörösmoszatklád, miatta sem cáfolható egyértelműen, hogy a kloroplasztisz ősi endoszimbiózisa édesvízben történt.